# アレグザンダー・ハーディング (第2代ペンズハーストのハーディング男爵)
第2代ペンズハーストのハーディング男爵アレグザンダー・ヘンリー・ルイス・ハーディング（英: Alexander Henry Louis Hardinge, 2nd Baron Hardinge of Penshurst,GCB GCVO MC PC、1894年5月17日 - 1960年5月29日）は、イギリスの貴族、廷臣、軍人。国王エドワード8世、ジョージ6世の二代にわたって国王秘書官を務めた。

## 生涯
外交官チャールズ・ハーディングとその妻ウィニフレッド・ステュアートの次男としてパリの大使館で生まれた。父チャールズは外交官として在ロシア大使、外務省事務次官を務めたのち、政治家としてはインド総督に就任した人物。兄に、国王エドワード7世のペイジに選ばれたエドワード（Edward Hardinge、1892年-1914年）がいる。
ハーディングはハロー校、ついでケンブリッジ大学（トリニティ・カレッジ）に学んだ。第一次世界大戦が始まると兄弟ともに従軍したが、1914年12月、兄エドワードが戦死してしまう。ハーディングは近衛歩兵連隊（グレナディアガーズ）に属して西部戦線に従軍した。この従軍で戦傷を負い、殊功勲章を授与されている。
ハーディングがイギリス王室と縁ができたのは1920年のことであった。このころ王室では国王ジョージ5世の補佐役の秘書官を探しており、面接に合格したハーディングが秘書官補に採用された。ジョージ5世や初代スタンフォーダム男爵（国王秘書官）の薫陶を受けて、王室の公務、執務をよくこなした。最初の5年間はスタンフォーダム卿を、続く11年間は国王秘書官の初代ウィグラム男爵（スタンフォーダム卿の後任）を補佐した。1935年、正式に陸軍を退役した。

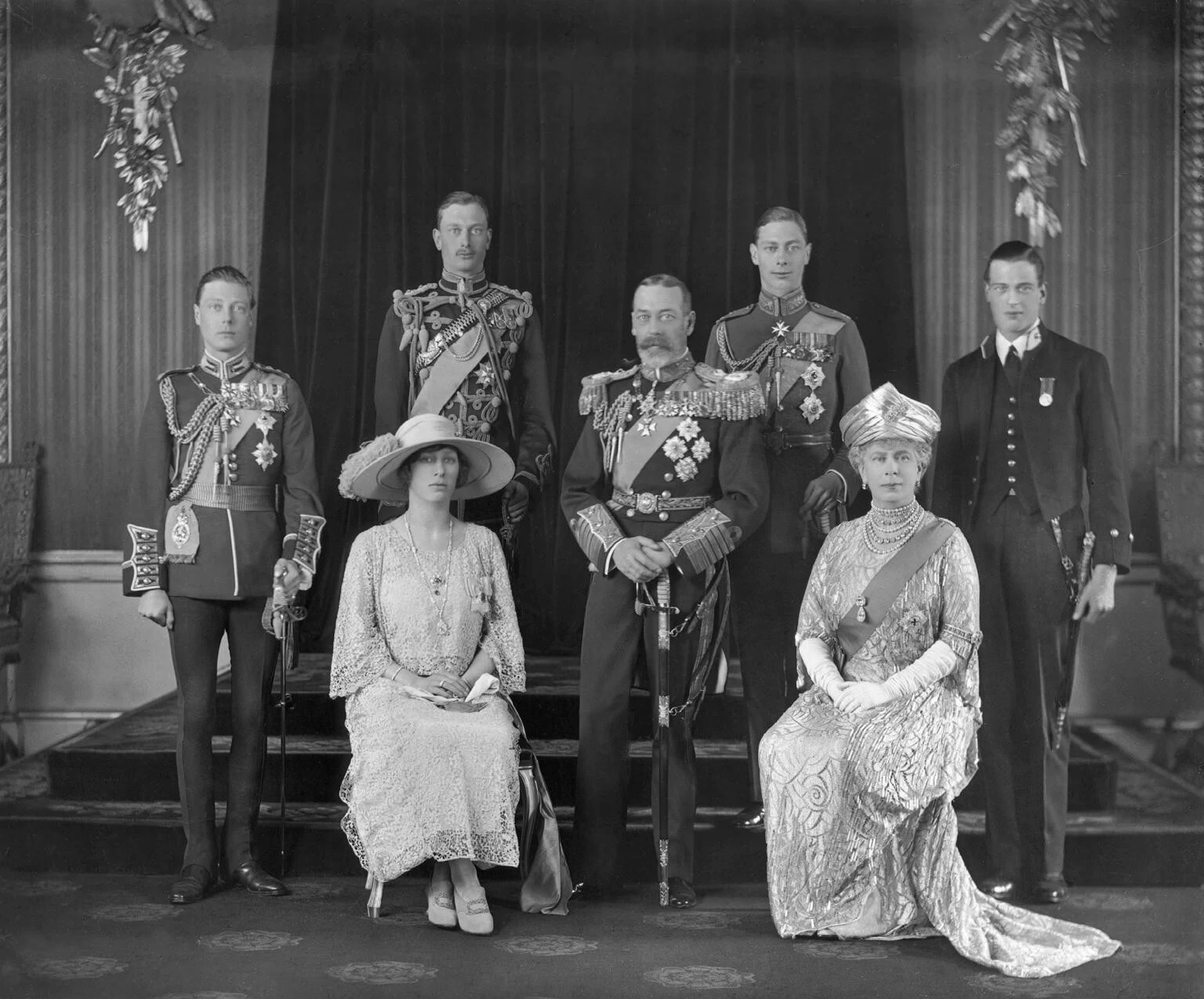
国王一家の写真。ジョージ5世（中央）、一族左端が長男エドワード王太子（エドワード8世）、父王の右背後にアルバート王子（ジョージ6世）

ハーディングたち廷臣が支えたジョージ5世とエドワード王太子とは張り詰めた関係にあった。王太子は年上女性と浮き名を流したが、ジョージ5世はこの息子の交友関係を軽蔑していた。国王の晩年には、王太子はアメリカ人妻ウォリス・シンプソン夫人（アーネスト・シンプソンの妻）と付き合うようになった。
1936年1月に入るとジョージ5世の体調が悪化したが、このときお見舞いに訪れたスタンリー・ボールドウィン首相に向かって「あの坊や（王太子）は私が死んだあと12ヶ月以内に身を破滅させることになるだろう」と語ったという。1月20日、ジョージ5世は崩御し、王太子が『エドワード8世』として国王に即位した。ウィグラム男爵が引き続き国王秘書官を務めることとなった。
同年5月、ヨークハウスでの晩餐会の席でエドワード8世はアーネスト・シンプソンに夫人との離婚を迫った。国王とアーネストとの口論は次第にエスカレートし、ボールドウィン首相も同席するなか二人は殴り合いにまで発展した。
7月、我慢の限界に達したウィグラム男爵が秘書官からの退任を申し出た。ウィグラム男爵は、父王ジョージ5世を16年にわたり秘書官補として支えたハーディングを後任に推挙した。

### 国王秘書官と王冠を賭けた恋
1936年10月、ハーディングはエドワード8世の国王秘書官に就任した。宮廷も政府上層部も相変わらずウォリス問題を危惧していたものの、人妻であるウォリス夫人は国王と結婚できないと考えていた。しかし同月15日、そのシンプソン夫妻がアメリカで離婚訴訟を起こすと、楽観論はもろくも崩れ去った。驚いたハーディングは急ぎボールドウィン首相に「国王への諫言」を依頼した。同時にカナダ総督（初代トゥイーズミュア男爵ジョン・バカン）に対して、アメリカでの報道がカナダ国民に与える影響を取りまとめるよう頼むなど、ハーディングは善後策に奔走した。
20日、ハーディングの求めに応じたボールドウィン首相はフォート・ベルヴェディアでエドワード8世と会談した。ボールドウィン首相は、ウォリス夫人との関係は公人としては許されないこと、付き合いは目立たないようにし、離婚訴訟の取り下げを夫人に要請することを、滔々と国王に説いた。しかしエドワード8世は、友人を裏口からこっそり招き入れるようなことはしたくないし、離婚訴訟の件はウォリス夫人の問題であって自分が口をさしはさむことではないと拒んだという。
会談の失敗以降もハーディングを憂慮させる事態は続いた。26日、ハーディングは高級紙『タイムズ』主筆ジェフリー・ドーソンと面会した。ドーソンはこの席でタイムズに寄せられた投書を見せてきた。その投書は「アメリカでの報道が王制やイギリスの国際信用に悪影響を及ぼす、国王の資格のないエドワード8世は退位して弟のヨーク公に譲るべき」という厳しい内容で、ドーソンはハーディングに国内の新聞の沈黙ももはや限界であると警告したという。

11月13日、ハーディングはフォート・ベルヴェディアに滞在中のエドワード8世に宛てて手紙を送った。手紙では、政府が近いうちにウォリス問題を閣議で討論すること、結婚を強行すれば内閣総辞職を招いて、国王 vs 内閣の事態となるかもしれないことに触れ、最後に以下のように締めくくった。
エドワード8世はこの置き手紙にショックを受け、ハーディングの背後にボールドウィン首相の影を感じた。
12月に入ると、報道協定の期限が切れたマスコミはウォリス問題を一斉に報じた。国民からの批判は強く、フォート・ベルヴェディアでは投石騒ぎまで発生し、3日にはウォリス夫人はフランスへ退去せざるを得なかった。
置き手紙事件以降、エドワード8世はハーディングを信頼しなくなった。エドワード8世はコーンウォール公領法務長官のウォルター・モンクトンを呼び出し、ハーディングへの怒りをぶつけた。さらにエドワード8世は「今後はハーディングではなく、卿に私と政府との仲介役を務めてほしい」と要請した。そのときはモンクトンが時期尚早と押しとどめたが、結局これ以降モンクトンが国王と政府の間の連絡を担っている。
その後もエドワード8世はウォリス夫人と貴賤結婚ができないか模索したが、政府だけでなく自治領諸国からも「結婚をあきらめるか、さもなくば退位か」を求められた。事ここに至ってとうとう12月10日、エドワード8世は退位文書に署名した。
前・国王は『ウィンザー公』とその名を改め、国王には弟のヨーク公爵が『ジョージ6世』として即位した。ウィンザー公は駆逐艦フュリーでフランスへと旅立った。

### ジョージ6世の国王秘書官として
ハーディングは引き続き国王秘書官として新・国王ジョージ6世に仕えた。晴れてウォリス夫人とフランスの地で結婚するウィンザー公は、家族（イギリス王室）を招待したかったが、ハーディングは「国教会の祝福もなく、その儀礼にも則らない結婚式に王族の出席などありえない」として国王に出席しないよう説得した。またウィンザー公が欧州で外遊する際、度々現地のイギリス外交官からウィンザー公の待遇について質問があったが、ハーディングは「歓待は不要」と訓令した。

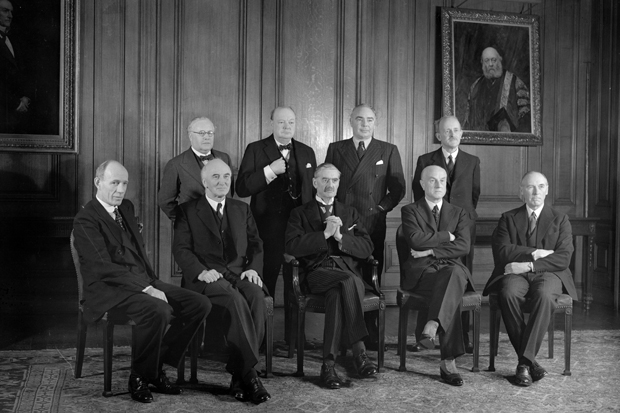
チェンバレン戦時内閣の顔触れ。前列中央がチェンバレン、前列左端がハリファックス子爵、後列左から2人目がチャーチル。

このころの政界では、ボールドウィンの後を継いだネヴィル・チェンバレン首相がミュンヘン会談などでドイツに対して宥和政策の立場をとっていた。ジョージ6世がこの宥和政策を認める一方、国王秘書官のハーディングは政権と政策に批判的であった。
1939年9月1日、ドイツ軍はポーランドへ侵攻を開始した。しばらくは英仏軍とドイツ軍との間に本格的な戦闘は生じなかったが（まやかし戦争）、ドイツ軍は4月に中立国ノルウェーとデンマークに侵攻した（ヴェーザー演習作戦）。これに対抗するイギリス側のノルウェー作戦は敗北に終わり、チェンバレン内閣はこの責任を取って辞職することとなった。
ここでチェンバレンの後任が問題となり、有力候補としては徹底抗戦派のウィンストン・チャーチルか、対独宥和派の第3代ハリファックス子爵が挙げられた。ジョージ6世は旧知のハリファックス子爵を後任に据えたいと考えていたが、宥和政策を好まないハーディングは国王に「この時局に戦争を指導できるのはチャーチルしかおりません」と進言した。首相選定においては『貴族院議員は首相に適さない』という慣例も考慮する必要があり、1940年5月9日の三者会談（チェンバレン、ハリファックス子爵、チャーチル）では最終的にチャーチルに大命が下った。

#### 国王や他秘書官との不和
ハーディングはジョージ6世に仕え始めた初期、国王が公務や憲法上の国王大権の制約について無知であることを知って愕然とした。そのため、治世初期はハーディングのサポートが重要な役割を果たした。しかし性格の面からいえば、ハーディングはジョージ6世と気質が合わなかった。例えば宥和政策をめぐる政治上の見解も異なっていたし、実務では国王が大臣引見後に側近とのブリーフィングを行わない点もハーディングにとっては不満の種であった。

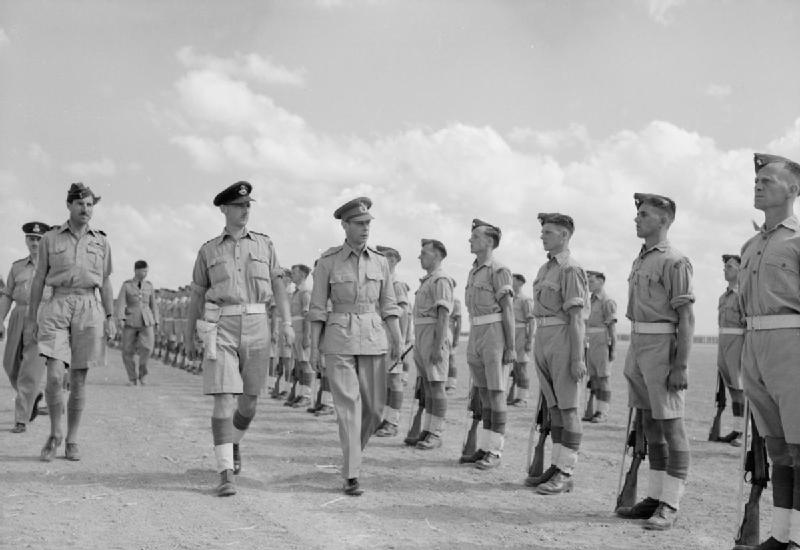
北アフリカを訪問中の国王ジョージ6世。アーサー・テッダー空軍元帥が同伴する。

1943年6月、国王の北アフリカ訪問に同行したが、ハーディングは本国に残るアラン・ラッセルズ秘書官補に何の指示も残さないまま出発するというミスを犯してしまう。帰国後、ハーディングとラッセルズは激しく衝突した。ラッセルズは辞意を示したが、ハーディングはラッセルズを外して秘書業務を続けることはできないと考えていたし、自分の健康状態も思わしくなかった。7月6日、ハーディングはジョージ6世に国王秘書官からの辞職を申し出た。国王は驚きつつ辞表を受理したという。ジョージ6世は後任のラッセルズの国王秘書官就任を歓迎し、日記には「色々ときっと寂しくはなるだろうが、今となってはかえって嬉しくもある（I know I shall miss him in many ways, but I feel happier now it is over.）」と記している。
国王秘書官からの退任にあたり、バス勲章を受勲した。

### 秘書官退任後
秘書官引退後は、聖バーソロミュー病院や私立校キングズ・スクールの常勤理事を務めている。1944年に父が亡くなり、ハーディング男爵位を継承した。死去の前年、孫のジュリアン（のち4代男爵）が女王エリザベス2世のペイジに選ばれる出来事があった。
1960年に肝臓がんのため死去した。長男ジョージが爵位を継承した。

## 評価
- 後任の国王秘書官アラン・ラッセルズ（英語版）は、ハーディングの硬直した人あしらいには批判的だったという[41]。
- 『英国人名辞典』では、ハーディングの融通の利かなさ・潔癖さを認めたうえで、「歴史家はハーディングを厳しく評価しがちで、その真の誠実さ、困難な状況下での功績を十分に評価されていない」とする[3]。
- 関東学院大学の教授君塚直隆は、君主としての資質に欠けるエドワード8世に最終的な責任があるとしつつ、「国王秘書官（英語版）という重責は、ハーディングには荷が重すぎた。誰か秘書官が上にいて、その下で秘書官補を務めるのが最適だったのかもしれない。」としている[42]。

## 栄典
勲章
- - 殊功勲章（DSO）[4]
- - バス勲章ナイト・グランド・クロス（GCB）
- - ロイヤル・ヴィクトリア勲章ナイト・グランド・クロス（GCVO）
- -メリット勲章（MC）[1]

爵位
1944年に父より以下の爵位を継承した。
- 第2代ケント州ペンズハーストにおけるペンズハーストのハーディング男爵（2nd Baron Hardinge of Penshurst, of Penshurst in the County of Kent）

　（1910年7月21日の勅許状による連合王国貴族爵位）
その他
- 枢密顧問官（1936年）[10]

## 私生活
1921年2月8日にヘレン・ガスコイン＝セシル（Helen Gascoyne-Cecil、1979年没、軍人・ムハンマド・アリー朝エジプトの財務顧問：エドワード・ガスコイン=セシルの一人娘）と結婚して、一男二女をもうけた。ヘレン夫人はエリザベス王妃（国王ジョージ6世妃）と少女時代からの親友であった。
- （長男）ジョージ・エドワード・チャールズ・ハーディング（1921年 - 1997年）- 第3代ペンズハーストのハーディング男爵
- （長女）ウィニフレッド・メアリー・ハーディング（1923年 - 2019年）
- （次女）エリザベス・ローズマリー・ハーディング（1927年 - 1995年）